# Henri Rol-Tanguy

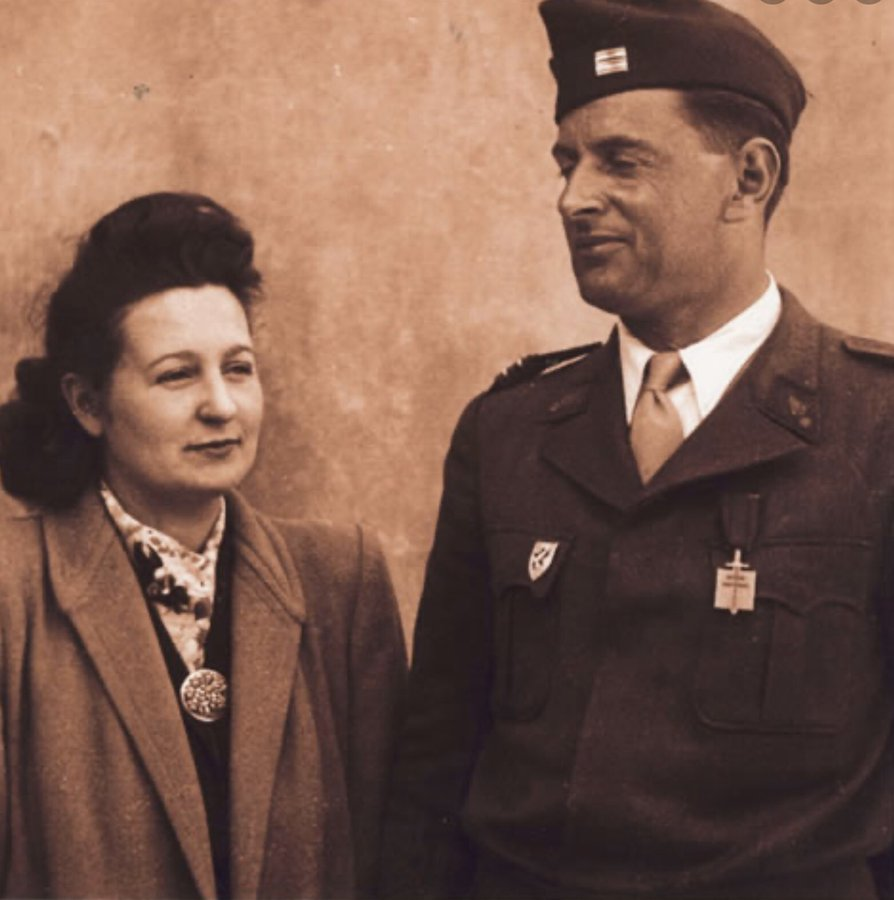
Henri Rol-Tanguy mit seiner Frau

Henri Tanguy – sein Name wurde 1970 offiziell in Rol-Tanguy nach seinem Kriegsnamen Colonel Rol(-Tanguy) geändert – (* 12. Juni 1908 in Morlaix; † 8. September 2002 in Ivry-sur-Seine) war einer der Chefs der Résistance Frankreichs im Zweiten Weltkrieg.

## Leben

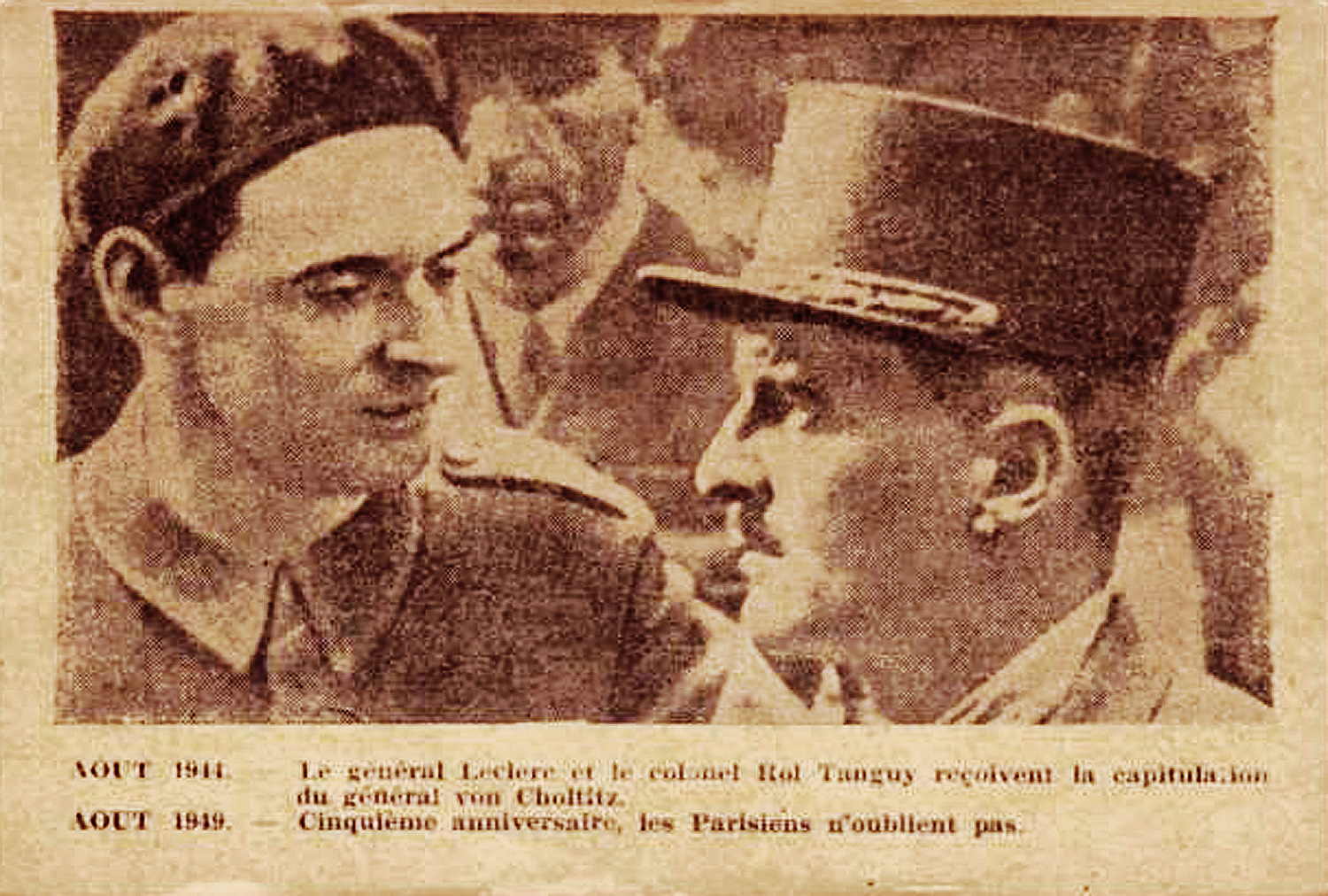
Rol-Tanguy und Leclerc

Als Sohn einer bretonischen Seemannsfamilie verließ Henri Tanguy mit 14 Jahren die Schule und arbeitete in den Renault-Werken in Boulogne-Billancourt bei Paris. 1925 schloss er sich der Kommunistischen Partei Frankreichs an, der er bis zu seinem Lebensende angehören sollte. 1936 war Henri Tanguy einer der Führer der Metallarbeitergewerkschaft in Paris. Im selben Jahr organisierte er von Paris aus die Unterstützung für die Spanische Republik im Abwehrkampf gegen den Putsch rechtsorientierter Militärs um General Franco. Ab 1937 nahm er dann selbst am Spanischen Bürgerkrieg teil und gehörte den Internationalen Brigaden an.
Nach der Niederlage der Spanischen Republik ging Henri Tanguy wieder nach Frankreich und diente nach dem Beginn des Zweiten Weltkrieges 1939 in der französischen Armee. 1940 geriet er in deutsche Gefangenschaft. Er floh, schloss sich dem Widerstand an und übernahm den Decknamen Rol von seinem in Spanien gefallenen Freund Théo Rol. 1939 heiratete er die Kommunistin Cécile Le Bihan, die er 1936 bei seiner Tätigkeit für die Volksfront und die Spanische Republik kennengelernt hatte und die später ebenfalls in den Widerstand ging. Das Paar hatte vier Kinder. Von den Pariser Katakomben aus organisierte er als Chef des Franc-Tireurs et Partisans ab Februar 1942 den bewaffneten Widerstand in der Pariser Region, der am 19. August 1944 zum Aufstand führte. Am 25. August 1944 nahmen General Leclerc und er (in Zivil) die Übergabe-Erklärung des deutschen Generals und OB von Paris, Dietrich von Choltitz, im Rahmen der Befreiung von Paris entgegen.
Im Nachkriegsdeutschland diente er unter anderem 1945 als französischer Militärbefehlshaber in Koblenz. Nach seiner Entlassung aus der französischen Armee 1962 war er bis 1967 Mitglied des Zentralkomitees der Kommunistischen Partei.
Sein Sohn Jean Rol-Tanguy war Journalist und langjähriger Korrespondent der Humanité in der DDR. Seine Tochter Claire Rol-Tanguy (geb. 1946) ist die Generalsekretärin des französischen Vereins Freunde der Kämpfer im republikanischen Spanien (ACER).

## Ehrungen
Er wurde zum Président de l’Association nationale des anciens combattants de la Résistance (ANACR) und der Amicale des anciens volontaires français en Espagne républicaine gewählt.
1996 erhielt er die spanische Ehrenbürgerschaft.
Bei seiner Beerdigung 2002 gab es unter Jacques Chirac im Invalidendom einen Staatsakt.
2004 wurde in Paris im XIV. Arrondissement beim Platz Denfert-Rochereau eine Straße nach ihm benannt.

### Militärische Ehrenzeichen
- Grand'Croix de la Légion d’Honneur, 1994
- Ordre de la Libération per Dekret am 18. Januar 1946
- Croix de guerre (1939–1945) mit drei Palmen
- Médaille de la Résistance
- Croix du Combattant Volontaire
- Croix du Combattant Volontaire de la Résistance

### Ehrenzeichen
- Presidential Medal of Freedom (USA)
- Orden der Völkerfreundschaft (UdSSR)

## Werke
Auf Französisch sind von ihm erschienen:
- La libération de Paris (1964)
- Le parti communiste français dans la Résistance (1967)
- La vérité sur la libération de Paris (1971)
- La libération de Paris. Les 100 documents (1994)